# 中河口镇
中河口镇，是中华人民共和国湖南省常德市鼎城区下辖的一个乡镇级行政单位。

## 行政区划
中河口镇下辖以下地区：
河口社区、东北村、棉科村、麻河村、林家村、双剅村、同德村、太平村、乐安村、长坝村、西河村、林场村、南洲村、北洲村、团洲村、中河村、柴码村、受祜村、东堤村、灯油村、下河村、复兴村和铁甲村。